# Durio lissocarpus
Durio lissocarpus Mast., 1875 è un albero della famiglia delle Malvacee.

## Descrizione
I frutti non sono commestibili.